# Wolbachia
Genre
Wolbachia est un genre de petites bactéries pléiomorphes à Gram négatif de la famille des Ehrlichiaceae dont le nom fait référence à l'anatomo-pathologiste S.B. Wolbach (en). Elles infectent essentiellement des arthropodes, environ 60 % des espèces, ainsi que certaines espèces de nématodes. Cette large répartition en fait donc un des symbiotes les plus répandus du monde animal. Ces bactéries au mode de vie intracellulaire sont localisées au sein du cytoplasme des cellules de leurs hôtes. Elles se retrouvent en proportion importante dans l'appareil reproducteur (principalement les cellules germinales) et l’épithélium du système génital des arthropodes et nématodes.

## Taxonomie
Wolbachia pipientis a été divisée en super-groupes nommés par des lettres: Les clades A, B, E, H infectent des arthropodes, les clades C, D, J attaquent des nématodes filaires, le clade S parasite des pseudoscorpions, le clade E des collemboles et le clade F infecte à la fois des arthropodes et des nématodes filaires,. D'autres clades infectent des groupes d'arthropodes plus restreints, tel que le clade M qui infecte uniquement des pucerons, le groupe H qui parasite des termites ou le groupe I qui s'attaque aux puces.

## Liste d'espèces
Selon la LPSN (7 avril 2025) ce genre ne comporte que deux espèces au nom correct et validement publié :
- Wolbachia melophagi (Nöller 1917) Philip 1956
- Wolbachia pipientis Hertig 1936 – espèce type

L'espèce Wolbachia persica Suitor & Weiss 1961 a été reclassée en Francisella persica (Suitor & Weiss 1961) Larson et al. 2016.

## Modes de transmission
La transmission de Wolbachia est essentiellement verticale : elles sont transmises de mère à descendants via le cytoplasme des ovocytes. Le spermatozoïde ne transmettant que son noyau lors de la fécondation, les mâles sont incapables de transmettre les bactéries à leur descendance. C'est pour cette raison que Wolbachia a pour particularité de manipuler la reproduction de leurs hôtes : la valeur sélective des femelles infectées est augmentée par différents effets, ce qui maximise la probabilité de transmission de Wolbachia.
Wolbachia pourrait également, dans certaines conditions, se transmettre de manière horizontale, d’une espèce à une autre. Par exemple, des drosophiles infectées par Wolbachia pourraient transmettre le parasite aux larves de la guêpe parasitoïde Nasonia vitripennis. Celle-ci dépose ses œufs dans une pupe de mouche, et la larve se contaminerait à l’intérieur de la mouche. Chez les crustacés isopodes terrestres, des études ont montré que les transferts horizontaux de Wolbachia peuvent s'effectuer par contacts infectieux. Via une blessure, l'hémolymphe d'un individu infecté peut être vecteur de Wolbachia et entraîner la contamination d'un individu auparavant sain.

## Effets deWolbachiasur ses hôtes
Wolbachia est connu pour 4 effets principaux de manipulations de la reproduction.
Le plus connu : l'incompatibilité cytoplasmique a été définie en 1952 par Ghelelovitch chez le moustique commun, Culex pipiens. Elle se caractérise dans sa forme la plus simple par une réduction totale ou partielle du nombre de descendants viables
lors du croisement entre un mâle infecté et une femelle non infectée. C’est l’incompatibilité cytoplasmique
unidirectionnelle. Cet effet tend à diminuer la capacité de reproduction des
femelles non-infectées, ce qui permet l’invasion des populations. L’incompatibilité cytoplasmique bidirectionnelle se
caractérise par deux souches distinctes de Wolbachia qui vont être incompatibles entre elles,
lorsqu’elles sont présentes dans des individus différents. Cela va diminuer la capacité de reproduction des femelles se reproduisant avec un mâle infecté par une autre souche.
Selon les espèces qu’elle infecte, la présence de Wolbachia peut entraîner la dégénérescence des embryons mâles (par exemple chez certaines espèces de coccinelles), les féminiser en transformant les mâles génétiques en femelles fonctionnelles (par exemple chez le cloporte Armadillidium vulgare).
Chez les hyménoptères à développement haplodiploïde, la présence de Wolbachia entraîne une parthénogenèse thélytoque. En l'absence de Wolbachia, les œufs, issus d'oocytes fécondés, diploïdes, se développent en femelles tandis que les oocytes non fécondés, haploïdes, donnent des individus mâles. Chez les individus infectés, Wolbachia entraîne une diploïdisation du matériel génétique des oocytes non fécondés : la stratégie de Wolbachia est d’augmenter le nombre de femelles infectées car les mâles ne transmettent pas le parasite.
En rendant certains croisements stériles et en limitant ainsi le brassage génétique de ses hôtes, la bactérie Wolbachia pourrait participer à des phénomènes de spéciation (apparition de nouvelles espèces). Ce phénomène peut être mis à profit par certaines méthodes de lutte contre des maladies vectorielles transmises par les insectes.

## Applications médicales
En dehors des insectes, Wolbachia est capable d’infecter des acariens et des crustacés, mais également des nématodes (elle est même indispensable à leur survie) et notamment ceux responsables de l’onchocercose (Onchocerca volvulus) et de l’éléphantiasis (Wuchereria bancrofti) chez l’Homme. Une large part des symptômes de ces maladies sont dues aux nématodes parasites, mais la bactérie Wolbachia semble jouer un rôle dans ces maladies, notamment de par la réponse immunitaire qu’elle entraîne chez l’homme infecté par le couple nématode/bactérie. Des études récentes montrent qu’un traitement antibiotique permet d’éliminer la bactérie et de stériliser le nématode hébergeant la bactérie.

## Lutte biologique

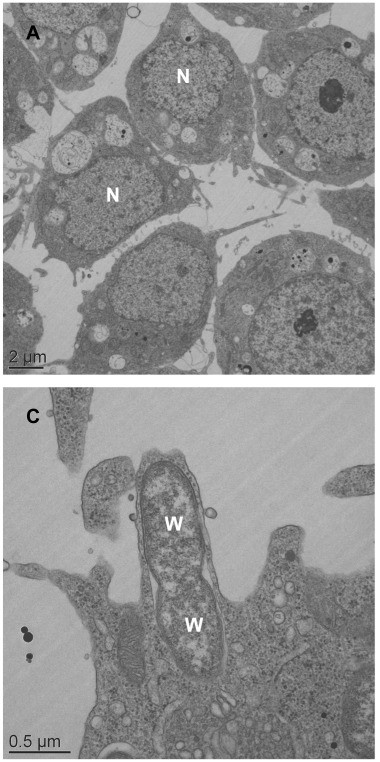
Wolbachia (désignées par "W") infectant des cellules dAedes albopictus.

Des études en laboratoire ont montré que des moustiques Aedes aegypti infectés par des bactéries du genre Wolbachia résistaient mieux aux infections par des parasites tels que le paludisme ou les virus de la dengue ou celui du chikungunya ou encore le virus Zika.
L'idée a donc germé d'utiliser ces infections dans un contexte de lutte biologique (dite dans ce cas « autocide »), en élevant et relâchant des moustiques infectés pour in fine diminuer la prévalence de maladies infectieuses chez les humains. Des modélisations semblent démontrer une possible éradication de la maladie par cette méthode.  Pour mieux disperser les moustiques infectés dans leur environnement une expérience a consisté, à Townsville en Australie à associer 7 000 familles et des écoles qui ont été invitées à élever et libérer dans leur jardin ou environnement des moustiques (4 millions environ dans ce cas) après qu'ils eurent été infectés par une souche de bactérie Wolbachia réduisant leur capacité à transmettre la dengue, l'infection à virus Zika et le chikungunya,. Cette stratégie s'est révélée être efficace en Indonésie où le relargage de moustiques infectés a permis la diminution substantielle des cas de dengue et des hospitalisations pour ce motif dans les secteurs concernés. Elle a également été utilisée avec succès en Nouvelle-Calédonie entre 2019 et 2021.
Toutefois, cette stratégie consistant finalement à protéger les moustiques (bien que la bactérie puisse aussi limiter leur reproduction) a soulevé des questions car des modèles laissent penser qu'une évolution des parasites ainsi ciblés est possible, pouvant éventuellement les rendre plus virulents.
Il existe une autre stratégie de lutte biologique, consistant à utiliser la stérilité de la reproduction entre un mâle Aedes aegypti infecté et une femelle qui ne l'est pas. Dans cette démarche, on inonde un périmètre à traiter avec de très nombreux mâles infectés. Devenus bien plus nombreux que les moustiques mâles non infectés, ils empêchent la naissance d'une nouvelle génération. Le traitement réduit de façon radicale la population de moustiques, sans recours à des insecticides. Mais il doit être renouvelé régulièrement.